# Herb gminy Poświętne (powiat wołomiński)
Herb gminy Poświętne – jeden z symboli gminy Poświętne, ustanowiony 27 lutego 2015.

## Wygląd i symbolika
Herb przedstawia na tarczy w polu zielonym uskrzydloną srebrną nogę orła ze złotymi szponami, trzymającą srebrną szablę o złotej rękojeści.